# Nomada braunsiana
Nomada braunsiana ist eine Biene aus der Familie der Apidae. 

## Merkmale
Die Bienen haben eine Körperlänge von 9 bis 11 Millimeter. Der Kopf und der Thorax der Weibchen sind schwarz und haben eine rote Zeichnung. Die Tergite sind basal schwarz, ansonsten rot mit gelben Flecken. Das Labrum ist rot und hat kräftige Zähnchen. Das dritte Fühlerglied ist gleich lang wie das vierte. Das Schildchen (Scutellum) ist rot gefleckt und hat große Punktzwischenräume. Die Schienen (Tibien) der Hinterbeine haben am Ende einen stumpfen Zahn und mehrere dunkle kleine Dornen. Bei den Männchen ist der Kopf und Thorax schwarz mit roter Zeichnung. Die Tergite sind basal schwarz, deren Scheibe ist rot mit großen gelben Flecken. Das Labrum ist gelb und hat in der Nähe des Vorderrandes ein kräftiges Zähnchen. Das dritte Fühlerglied ist kürzer als das vierte. Das fünfte bis zehnte Glied ist knotig verdickt. Die Schienen der Hinterbeine haben am Ende einen Zahn, ein oder zwei borstenartige und drei bis vier kurze dicke Dornen.

## Vorkommen und Lebensweise
Die Art ist in Süd- und Mitteleuropa verbreitet. Die Tiere fliegen von Mitte Mai bis Mitte August. Die Art parasitiert Andrena curvungula und Andrena pandellei.

## Belege
Felix Amiet, M. Herrmann, A. Müller, R. Neumeyer: Fauna Helvetica 20: Apidae 5. Centre Suisse de Cartographie de la Faune, 2007, ISBN 978-2-88414-032-4.